# Waidblättrige Chartolepis
Die Waidblättrige Chartolepis (Chartolepis glastifolia), auch Waidflockenblume genannt, ist eine Pflanzenart aus der Verwandtschaft der Flockenblumen (Centaurea) in der Unterfamilie der Carduoideae innerhalb der Familie der Korbblütler (Asteraceae).

## Merkmale
Die Waidblättrige Chartolepis ist eine einjährige Pflanze, die Wuchshöhen von 60 bis 80 (bis 150) Zentimeter erreicht. Der Stängel ist oben verzweigt und geflügelt. Die unteren Laubblätter sind lang gestielt, schmal elliptisch, beidseitig rau, ganzrandig oder undeutlich gezähnt, die oberen sind sehr schmal und herablaufend. 
Der Blütenkorb weist einen Durchmesser von 4 bis 5 Zentimeter auf. Die Hülle ist kugelig und hat einen Durchmesser von 2 bis 3 Zentimeter. Die Hüllblätter sind kahl, grünlich und 8 bis 15 Millimeter breit. Sie haben runde, helle, gezähnelte und geschlitzte Anhängsel. Die Röhrenblüten sind goldgelb. Die Randblüten sind nicht strahlend und haben 10 bis 13 Millimeter lange Kronzipfel. Der Pappus ist 10 bis 13 Millimeter lang mit gefiederten Pappushaaren.
Die Blütezeit reicht von Juli bis August.

## Vorkommen
Die Waidblättrige Chartolepis kommt in der Türkei und in Transkaukasien auf steinigen Bergsteppen und subalpinen Wiesen in Höhenlagen von 1400 bis 2500 Meter vor.

## Nutzung
Die Waidblättrige Chartolepis wird selten als Zierpflanze für Sommerblumenbeete und als Schnittblume genutzt. Sie ist seit spätestens 1731 in Kultur.

## Belege
- Eckehart J. Jäger, Friedrich Ebel, Peter Hanelt, Gerd K. Müller (Hrsg.): Exkursionsflora von Deutschland. Begründet von Werner Rothmaler. Band 5: Krautige Zier- und Nutzpflanzen. Springer, Spektrum Akademischer Verlag, Berlin/Heidelberg 2008, ISBN 978-3-8274-0918-8, S. 642–643.